# Baruch Kamin
Baruch Kamin (hebrejsky ברוך קמין‎, 15. dubna 1914 – 10. července 1988) byl sionistický aktivista, izraelský politik a poslanec Knesetu za stranu Mapaj.

## Biografie
Narodil se ve městě Bilhorod-Dnistrovskyj v tehdejší Ruské říši (pak Rumunsko, dnes Ukrajina). Vystudoval agronomii na Kišiněvské univerzitě. Roku 1939 přesídlil do dnešního Izraele. V letech 1939–1947 žil v kibucu Nir Am.

## Politická dráha
Patřil mezi vůdce hnutí Gordonia v Rumunsku. V roce 1944 byl vysazen do Rumunska, kde pak v letech 1945–1946 působil jako vyslanec zajišťující emigraci rumunských Židů. V letech 1948–1949 pak podobnou roli plnil v Československu a v letech 1964–1965 v USA. V letech 1956–1964 byl tajemníkem zaměstnanecké rady v Herzliji. Řídil kulturní oddělení odborové centrály Histadrut. Členem strany Mapaj byl do roku 1969, pak do roku 1981 působil ve straně Nezávislých liberálů. Poté se vrátil do levicové Strany práce, nástupkyně Mapaje.
V izraelském parlamentu zasedl po volbách v roce 1951, kdy kandidoval za Mapaj. Mandát získal až dodatečně, v prosinci 1953, jako náhradník poté, co rezignoval dosavadní poslanec David Hakohen. Byl členem parlamentního výboru pro záležitosti vnitra a výboru House Committee.